# Canon EOS 6D
La Canon EOS 6D es una cámara réflex digital de lente única CMOS de fotograma completo de 20,2 megapíxeles fabricada por Canon.
La EOS 6D se anunció públicamente el 17 de septiembre de 2012, un día antes del inicio de la feria comercial Photokina 2012. Se lanzó a fines de noviembre de 2012 y se ofreció en ese momento como un organismo solo por un precio minorista sugerido de 2099 dólares USA o en un paquete con un objetivo EF 24-105 mm f / 4L IS USM por un precio de venta sugerido de 2899 dólares USA.
Fue reemplazada por la EOS 6D Mark II en 2017.

## Características
La EOS 6D es la primera cámara réflex digital de Canon con funciones de GPS y capacidades Wi-Fi incorporadas, que etiquetan geográficamente las imágenes y permiten que los archivos se carguen directamente en Facebook, YouTube o Canon Image Gateway; transferirse a dispositivos externos; o enviarse para imprimir en una impresora Canon con capacidad Wi-Fi. Las capacidades Wi-Fi también permiten el control remoto y la visualización a través de muchos teléfonos inteligentes.
Con un peso de 770 gramos (27 oz), la 6D es también la réflex digital de fotograma completo más pequeña y liviana de Canon, comparable a la de sensor APS-C 60D. La cámara admite sensibilades ISO de 50 a 102 ,400 que pueden seleccionarse automáticamente o ajustarse manualmente, un sistema de enfoque automático de once puntos y una pantalla LED antirreflectante de tres pulgadas (76 mm). El punto de enfoque automático central tiene una sensibilidad de −3 EV.
La empuñadura de batería BG-E13, que fue diseñada para usarse con la 6D, permite el uso de seis pilas AA, o una o dos baterías LP-E6. La 6D tiene una velocidad de cuadro de ráfaga máxima de 4.5 cuadros por segundo. Como todas las cámaras de fotograma completo Canon DSLR, la 6D no tiene un flash incorporado debido al diseño del visor.

### Características de la imagen
- Sensor CMOS de fotograma completo de 20,2 megapíxeles.
- Procesador de imágenes DIGIC 5+.
- Filtro de paso bajo recubierto de flúor.

### Autofocus y medición
- Sensores de autoenfoque de once puntos con un sensor de tipo cruzado en el centro (el tipo x es sensible hasta −3 EV).
- TTL-CT-SIR AF con sensor CMOS.
- Celda de silicio de doble capa de 63 zonas.
- AF Micro Ajuste (+/− 20 pasos).

### ISO
- ISO 100 - ISO 25.600. Expansión hasta ISO 50 y hasta ISO 51,200 e ISO 102,400.

### Obturador
- 30 s - 1 / 4,000 s (y bulbo) es el rango de velocidad de obturación.
- Ráfaga de 4.5 fps.

### Ergonomía y funciones
- Visor óptico de pentaprisma con una cobertura de aproximadamente el 97% (ampliación 0,71 ×)
- Pantalla LCD TFT Clear View (3 "/ 77 mm) con 720 × 480 píxeles, 288 ppi (aproximadamente 1,040,000 puntos), resolución con recubrimiento doble antirreflejo.
- Funcionalidad wifi.
- Carcasa de aleación de metal. (La parte superior está hecha de plástico de alta calidad.)
- GPS incorporado. Esto permanece encendido cuando la cámara está apagada y agota rápidamente la batería si no se desactiva mediante la configuración.

### Video
El tamaño de la imagen de la película se puede configurar, así como la velocidad de fotogramas por segundo y el método de compresión.
- Tamaño de la imagen
  - 1920 × 1080: calidad de grabación completa en alta definición
  - 1280 × 720: Calidad de grabación de alta definición
  - 640 × 480: calidad de grabación de definición estándar
- Fotogramas por segundo
  - 30/60 fps
  - 25/50 fps
  - 24 fps

## Actualización de firmware
El 29 de septiembre de 2016 Canon anunció la versión de firmware 1.1.7. Su principal mejora fue el soporte para el objetivo EF 70–300 mm f / 4–5.6 IS II USM.

## Galería

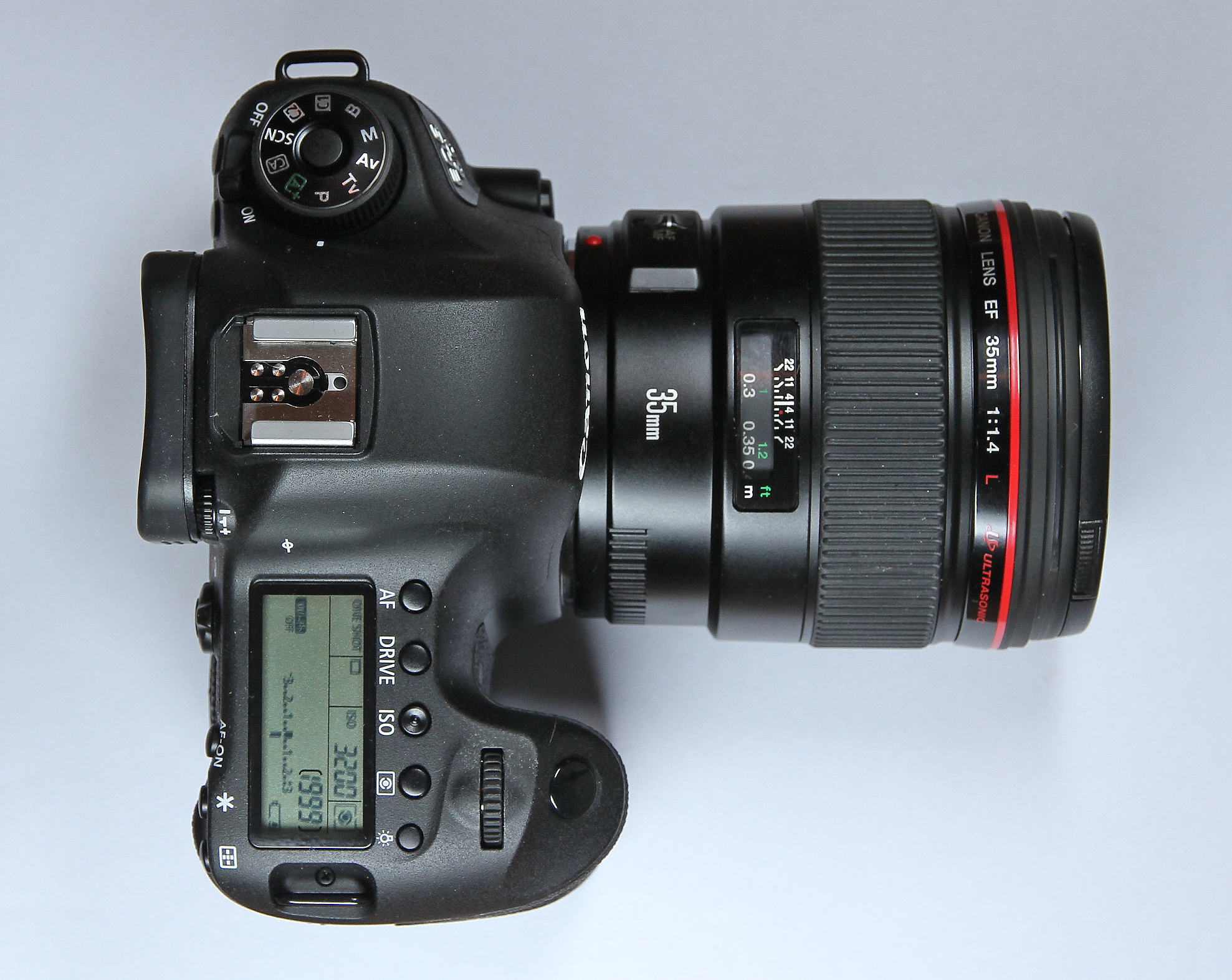
Vista superior de la 6D
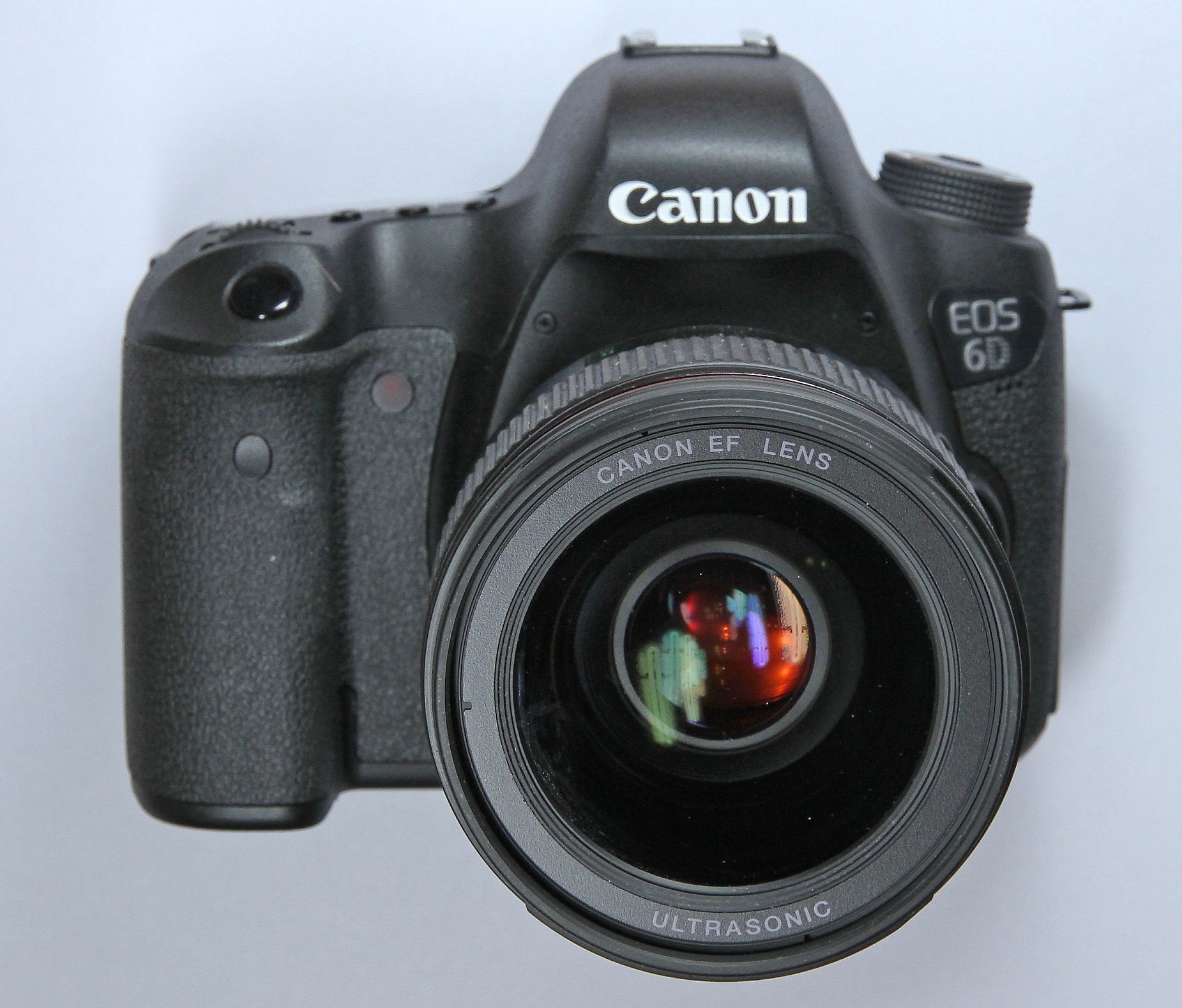
6D con una lente EF 35mm f / 1.4L instalada
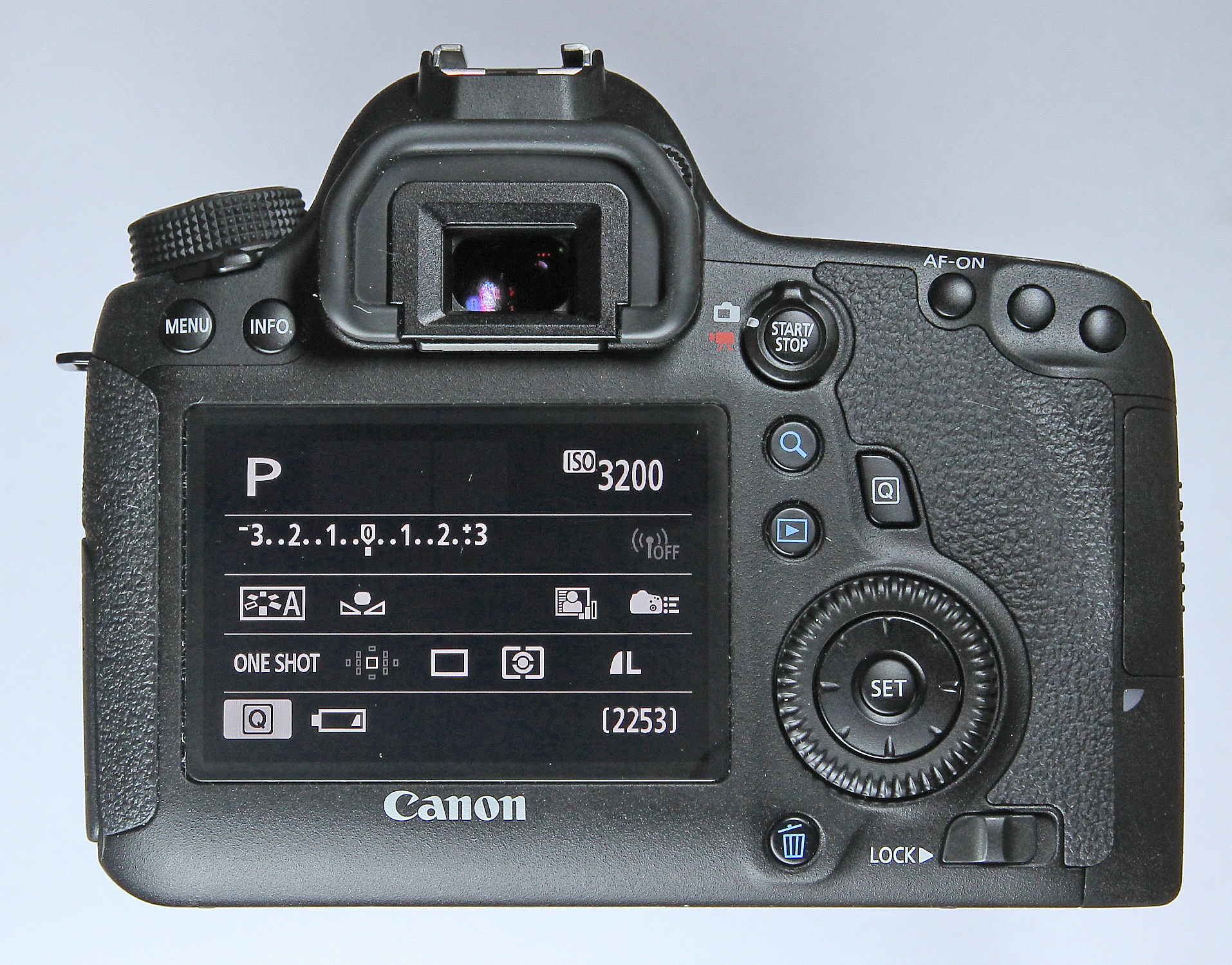
Vista posterior de la 6D